# Ideopsis vulgaroides
Ideopsis vulgaroides är en fjärilsart som beskrevs av Hans Fruhstorfer 1904. Ideopsis vulgaroides ingår i släktet Ideopsis och familjen praktfjärilar. Inga underarter finns listade i Catalogue of Life.